# Кевін Кемпбелл (футболіст)
Кевін Джозеф Кемпбелл (англ. Kevin Joseph Campbell; 4 лютого 1970, Ламбет, Лондон, Англія – 15 червня 2024) — англійський футболіст, що грав на позиції нападника.
Дворазовий чемпіон Англії. Володар Кубка англійської ліги. Володар Кубка Кубків УЄФА.

## Клубна кар'єра
Вихованець футбольної школи клубу «Арсенал». Дорослу футбольну кар'єру розпочав 1988 року в основній команді того ж клубу, в якій провів сім сезонів, взявши участь у 166 матчах чемпіонату. На початку кар'єри, 1989 року, двічі віддавався в оренди: клубам «Лейтон Орієнт» і «Лестер Сіті». Більшість часу, проведеного у складі лондонського «Арсенала», був основним гравцем атакувальної ланки команди. За цей час двічі виборював титул чемпіона Англії, ставав володарем Кубка Кубків УЄФА.
Згодом з 1995 по 2006 рік грав у складі команд клубів «Ноттінгем Форест», «Трабзонспор», «Евертон» та «Вест-Бромвіч Альбіон».
Завершив професійну ігрову кар'єру у клубі «Кардіфф Сіті», за команду якого виступав протягом 2006—2007 років.

## Виступи за збірну
1991 року провів один матчу у складі другої збірної Англії. Рекордсмен за кількістю голів у найвищому дивізіоні англійського футболу серед англійських гравців, які не провели жодної гри за головну збірну Англії.

## Досягнення
- Чемпіон Англії:

«Арсенал»: 1990–1991

- Суперкубок Англії:

«Арсенал»: 1991
- Володар Кубка Футбольної ліги:

«Арсенал»: 1992—1993
- Володар Кубка Кубків УЄФА:

«Арсенал»: 1993–1994